# Cheilanthes parishii
Cheilanthes parishii là một loài dương xỉ trong họ Pteridaceae. Loài này được Davenp. mô tả khoa học đầu tiên năm 1881.